# Епархия Импфондо
Епархия Импфондо (лат. Dioecesis Impfondensis) — епархия Римско-Католической церкви c центром в городе Импфондо, Республика Конго. Епархия Импфондо распространяет свою юрисдикцию на территорию департамента Ликуала. Епархия Импфондо входит в митрополию Овандо. Кафедральным собором епархии Импфондо является церковь Пресвятой Богоматери.

## История
30 октября 2000 года Римский папа Иоанн Павел II издал буллу De universa catholica, которой учредил апостольскую префектуру Ликуалы, выделив её из епархии Весо.
11 февраля 2011 года Римский папа Бенедикт XVI издал буллу Cum Servus Dei, которой возвёл апостольскую префектуру Ликуалы в ранг епархии с одновременным переименованием в епархию Импфондо.
30 мая 2020 года с образованием митрополии Овандо епархия Импфондо вошла в её состав.

## Ординарии епархии
- епископ Jean Gardin, C.S.Sp.[2] (30.10.2000 — по настоящее время).

## Источник
- Annuario Pontificio, Libreria Editrice Vaticana, Città del Vaticano, 2003, ISBN 88-209-7422-3
- Булла De universa catholica  (лат.)
- Булла Cum Servus Dei  (лат.)